# 국경

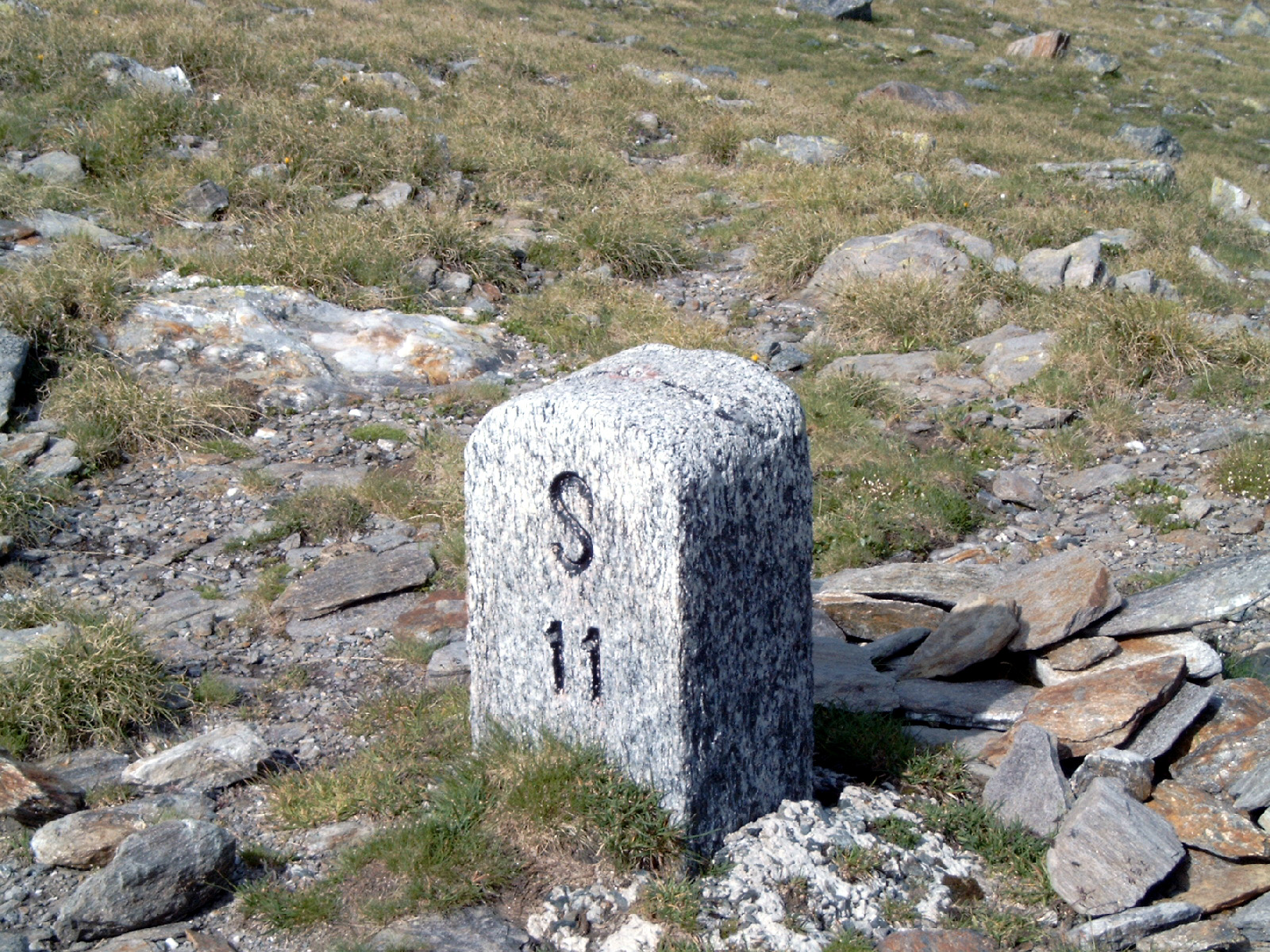
이탈리아와 스위스 사이의 국경을 표시하는 경계석

국경(國境)은 나라 간의 지리적, 정치적 경계를 말한다.

## 상식
많은 나라에서 국경을 넘어가기 위해서는 여권이나 사증 등을 제시하고, 신분 확인 절차를 거쳐야 한다. 전염병의 확산을 막기 위하여 동식물 등은 반드시 검역 절차를 필요로 하며, 세관 검사도 받게 되어 있다.

## 국경의 종류

### 자연 경계
- 강이나 산맥 등을 경계로 한다.

1. 조선민주주의인민공화국 &  중화인민공화국: 압록강 & 두만강
2. 스페인 &  프랑스: 피레네산맥
3. 우루과이 &  아르헨티나: 우루과이강, 안데스산맥

### 기하 경계, 직선 경계
- 지도나 해도에 직선으로 그려진 선으로, 아프리카, 북아메리카, 서아시아의 국경은 위선과 경선에 따라 그어진 경우가 더러 있다.
- 문화 경계 : 민족이나 언어, 문화등이 모두 달라, 경계를 따라 만들어진 국경으로, 군사적 분쟁의 결과로 만들어진 경우도 많다. 유럽의 여러 나라 간의 국경은 대개 이렇게 만들어진다.

## 각 나라의 국경

### 이웃하는 나라가 가장 많은 나라
1. 유럽 연합: 17개 나라
2. 중화인민공화국: 14개 나라 + 2개 특별행정구(홍콩, 마카오)
3. 러시아: 14개 나라
4. 프랑스: (해외 영토를 포함시) 11개 나라, 혹은 (본토만 따진다면) 8개 나라.
5. 브라질: 10개 나라

### 국경선이 가장 긴 나라
1. 중화인민공화국: 22,117 km
2. 러시아: 20,017 km
3. 브라질: 14,691 km
4. 인도: 14,103 km

### 기타
- 두 나라 간의 가장 긴 국경:  미국- 캐나다 간의 8,891km 국경선.
- 연속된 국경만 따질 경우:  러시아- 카자흐스탄 사이는 6,846 km
- 미국- 캐나다( 알래스카 지역 제외): 6,414 km
- 칠레- 아르헨티나: 5,150 km

## 같이 보기
- 사증 면제 프로그램(VWP)
- US-VISIT
- J-BIS
- 통관항
- 한 나라와만 국경을 맞대고 있는 나라 목록
- 국경 분쟁
- 국경도시
- 국경관리
- 국경검문소